# عبد الله النوبي (لاعب كرة قدم مواليد 1995)
عبد الله حسن النوبي (مواليد 18 مارس 1995) لاعب كرة قدم إماراتي يجيد اللعب في الدفاع مع النادي العربي الإماراتي .

## مسيرة اللاعب
لعب مع النادي الأهلي ونادي حتا ونادي الفجيرة والنادي العربي و
نادي الحمرية.

## روابط خارجية
- عبد الله حسن النوبي على موقع Soccerway.com (الإنجليزية)